# Lugalzagesi
Lugalzagesi (2375 př. n. l.? – 2350 př. n. l.?) byl Sumerský vládce města Ummy. Dobyl mnoho městských států – včetně Kiši, Lagaše, Uru, Nippuru, Larsy a Uruku. Vládl 25 nebo 34 let.
Před rokem 2350 př. n. l. vtrhl na území Sumerů budoucí Akkadský král Sargon a dobyl většinu území Mezopotámie. Jediným významnějším nepřítelem byl právě Lugalzagesi. Sargon se s Lugalzagesim střetl u města Uruk a tam ho porazil. Nevíme, jestli Lugalzagesi padl v této bitvě nebo byl zajat, ale nejspíše byl zajat. Po Lugalzagesimově zajetí či smrti si Sargon podrobil zbylé Sumery a založil svou říši.